# Pascal Plancque
Pascal Plancque (Cherbourg, 20 de agosto de 1963) es un exfutbolista y entrenador francés. Actualmente está libre tras dejar el Nîmes Olympique.

## Biografía
Pascal Plancque comenzó su carrera en el club Lambersart desde 1969 hasta 1979. Luego en 1980 jugaría con el Lille OSC.
Después de su carrera de jugador, se convirtió en entrenador, debutando con el club Saint-Jean-de-Luz (Pirineos Atlánticos), de 1994 a 1997. Después dirigió al Pau FC en 1998 y al Auxerre juvenil desde 2000 hasta 2002. 
En febrero de 2021, Plancque, entonces asistente de Jérôme Arpinon, entrenador del Nîmes Olympique, lo remplazaría como entrenador principal del equipo nimeño. No pudo evitar el descenso a la Ligue 2, a pesar de lo cual el club renovó su contrato. Sin embargo, acabó siendo destituido en enero de 2022.